# Bohusläningen
Bohusläningen är en dagstidning för mellersta och norra Bohuslän samt västra Dalsland, med huvudredaktion i Uddevalla.
Bohusläningen grundades 1878 av Ture Malmgren i Uddevalla. Tidningen kommer ut måndag t.o.m. lördag och har en upplaga på 20 400 exemplar. 
Tidningen publiceras sedan 2003 i tabloidformat. På webben når desktop- och mobilsajt ca 90 000 unika i veckan med omkring 1 100 000 sidvisningar enligt KIA-index.
Bohusläningen ingår i mediekoncernen Stampen AB som är en av Sveriges största ägare av dagstidningar med Göteborgs-Posten, Bohusläningen, Strömstads Tidning,   TTELA, Hallands Nyheter och Hallandsposten, samt flera gratistidningar.

## Historik
År 1969 köpte Bohusläningen Strömstads Tidning. År 1985 köptes även hälften av Tvåstads Tidnings AB som ägde Elfsborgs Läns Allehanda och Trollhättans Tidning, dock tog den andra delägaren VLT AB över hela ägandet efter ett par år.
Bolaget bakom tidningen, Bohusläningen Intressenter AB (BIAB), ägdes tidigare av Stampen (48 procent), Gösta Walin (40 procent) och Lidköpingspress (12 procent). År 2006 förvärvade Stampen ytterligare tre procent och hade därefter majoriteten av kapitalet. I april 2007 ledde Stampen en omorganisation av ägandet på det svenska tidningsmarknaden. BIAB köpte i samband med detta TTELA. Dessutom bildades Mediabolaget i Västsverige som ägdes av Stampen (70 procent) och Lidköpingspress (30 procent) och tog över aktiemajoriteten i BIAB.
Från starten fram till år 2013 låg Bohusläningens redaktion i kvarteret Hvitfeldt. Olika byggen hade gjorts genom åren och adressen var Norra Drottninggatan 19. I december 2013 flyttade redaktionen till gymnasieskolan Sinclairs lokaler och Östergatan 18. I maj 2025 flyttade Bohusläningen igen, denna gång till Norra Drottninggatan 5 i Gallionen, kvarteret Thorild.

## Chefredaktörer[9]
- Ture Malmgren, 1878-1919
- Sten Gustav Björkman, 1919[10]-1946
- Fritiof Blomberg, 1946-1949
- Björn Malmström, 1949-1961
- Eric Jonsson, 1961[11]-1979
- Bengt Erlandsson, 1979-1981
- Rolf Axelsson, 1981-1990
- Sven-Eric Lindberg, 1990-1994
- Ulf Johansson, 1994-1997
- Elisabet Bäck, 1997-2001
- Christina Bäcker, 2001[12]-2003
- Tommy Hermansson, 2003[13]-2006
- Anders Johansson, 2006-2009
- Ingalill Sundhage, 2009[14]-2016
- Bodil Resare, 2017
- Ingalill Sundhage, 2017-2019
- Gunilla Håkansson, 2019-2024
- Robert Olsson (tf), 2024
- Sandra Bygdén Shameh, 2024-